# Tự Lạn
Tự Lạn is een xã in huyện Việt Yên, een district in de Vietnamese provincie Bắc Giang.
Een belangrijke verkeersader is de Quốc lộ 37.